# Trianthema glossistigma
Trianthema glossistigma är en isörtsväxtart som beskrevs av Ferdinand von Mueller. Trianthema glossistigma ingår i släktet Trianthema och familjen isörtsväxter. Inga underarter finns listade i Catalogue of Life.